# منوچهر حامدی
رضا حامدی خراسانی (۴ مهر ۱۳۱۸ – ۲ دی ۱۳۷۴) با نام هنری منوچهر حامدی بازیگر ایرانی تئاتر، سینما و تلویزیون بود.

## زندگی
وی فعالیت هنری خود را در سال ۱۳۳۷ و با بازی در تئاتر آغاز کرد و در همان سال‌ها از کلاس‌های هنرپیشگی «تئاتر نصر» فارغ‌التحصیل شد. او همچنین مدتی در نمایش‌های تلویزیونی زنده بازی می‌کرد.
حامدی فعالیت سینمایی خود را با بازی در فیلم «ستاره‌ای چشمک زد» در سال ۱۳۴۲ آغاز کرد و فعالیت سینمایی خود را پس از پیروزی انقلاب ادامه داد و در جشنواره یازدهم و سیزدهم فیلم فجر در سال ۱۳۷۱ و ۱۳۷۳، نامزد دریافت جایزه بهترین بازیگر نقش دوم مرد شد. شبگرد، کمال الملک، طائل، اجاره‌نشین‌ها، مردی که زیاد می‌دانست، پاک‌باخته، مشت و مجموعه‌های تلویزیونی روزی روزگاری و آوای فاخته (مجموعه تلویزیونی) از جمله آثاری است که منوچهر حامدی در آنها به ایفای نقش پرداخت.

## مرگ
منوچهر حامدی سرانجام در تاریخ ۲ دی ۱۳۷۴ پس از پایان تصویربرداری فیلم نخل محبت در عباس‌آبادِ تنکابن، هنگام عبور از عرض جاده، بر اثر برخورد با یک خودروی سواری در ۵۶ سالگی جان سپرد. پیکر او را در بهشت زهرا به خاک سپردند.

## آثار

### سینما
- ۱۳۷۴ - پاک‌باخته
- ۱۳۷۴ - حادثه در کندوان
- ۱۳۷۴ - قانون
- ۱۳۷۴ - گریز از مرگ
- ۱۳۷۳ - حامی
- ۱۳۷۳ - روز شیطان
- ۱۳۷۳ - رؤیای نیمه شب تابستان
- ۱۳۷۳ - عروسی خون
- ۱۳۷۳ - هدف
- ۱۳۷۲ - آخرین خون
- ۱۳۷۲ - پرتگاه
- ۱۳۷۲ - ترانزیت
- ۱۳۷۲ - من زمین را دوست دارم
- ۱۳۷۱ - تماس شیطانی
- ۱۳۷۱ - دو روی سکه
- ۱۳۷۱ - رابطه پنهانی
- ۱۳۷۱ - راز گل سرخ
- ۱۳۷۱ - شکوه بازگشت
- ۱۳۷۱ - قافله
- ۱۳۷۱ - مجسمه
- ۱۳۷۱ - مرد ناتمام
- ۱۳۷۱ - ردپای گرگ
- ۱۳۷۰ - آواز تهران
- ۱۳۷۰ - سیرک بزرگ
- ۱۳۷۰ - شانس زندگی
- ۱۳۶۹ - نقش عشق
- ۱۳۶۸ - آخرین مهلت
- ۱۳۶۸ - پرواز پنجم ژوئن
- ۱۳۶۸ - دو سرنوشت
- ۱۳۶۸ - فانی
- ۱۳۶۸ - مدرسه رجایی
- ۱۳۶۸ - وسوسه
- ۱۳۶۷ - زرد قناری
- ۱۳۶۷ - ستاره و الماس
- ۱۳۶۷ - گراند سینما
- ۱۳۶۵ - اجاره‌نشین‌ها
- ۱۳۶۵ - میهمانی خصوصی
- ۱۳۶۴ - آتش در زمستان
- ۱۳۶۴ - تفنگ شکسته
- ۱۳۶۳ - راه دوم
- ۱۳۶۳ - شکار در شب
- ۱۳۶۳ - صف
- ۱۳۶۳ - طائل
- ۱۳۶۳ - مردی که زیاد می‌دانست
- ۱۳۶۳ - مشت
- ۱۳۶۳ - یک روز گرم
- ۱۳۶۲ - پیک جنگل
- ۱۳۶۲ - کمال الملک
- ۱۳۶۱ - سفیر
- ۱۳۵۴ - پاشنه طلا
- ۱۳۵۴ - چشم انتظار
- ۱۳۵۴ - شبگرد
- ۱۳۵۳ - اوستا کریم نوکرتیم
- ۱۳۵۲ - کنیز
- ۱۳۵۲ - جبار سرجوخه فراری
- ۱۳۵۲ - جنگجویان کوچولو
- ۱۳۴۲ - ستاره‌ای چشمک زد

### تلویزیون
| سال       | نام                        | سمت          | کارگردان                            | توضیحات                                                                      |
| --------- | -------------------------- | ------------ | ----------------------------------- | ---------------------------------------------------------------------------- |
| ۱۳۷۴–۱۳۷۵ | شلیک نهایی                 | بازیگر       | محسن شاه‌محمدی                       | شبکه ۱                                                                       |
| ۱۳۷۴–۱۳۷۵ | سوخته‌دلان                  | بازیگر       | بهروز طاهری                         | شبکه ۲                                                                       |
| ۱۳۷۴      | آخرین ستاره شب             | بازیگر       | منوچهر پوراحمد                      |                                                                              |
| ۱۳۷۴      | آتیه                       | بازیگر       | رضا صفایی                           | شبکه ۱                                                                       |
| ۱۳۷۴      | بی‌بی‌یون                    | بازیگر       | حسین پناهی                          | شبکه ۱                                                                       |
| ۱۳۷۴      | علی‌آقا ۱۲۱                 | بازیگر مهمان | محمد صالح علا                       | شبکه ۲                                                                       |
| ۱۳۷۳–۱۳۷۴ | نبردی دیگر                 | بازیگر       | عبدالله باکیده                      |                                                                              |
| ۱۳۷۰–۱۳۷۴ | دهه انقلاب                 | بازیگر       | فرید نیکخواه آزاد محمدرضا مجد       |                                                                              |
| ۱۳۷۳      | هدف گم‌شده                  | بازیگر       | یوسف سیدمهدوی                       | شبکه ۱                                                                       |
| ۱۳۷۳      | آوای فاخته                 | بازیگر       | بهمن زرین‌پور                        | شبکه ۱                                                                       |
| ۱۳۷۳      | خانه در آتش                | بازیگر       | علی نقی‌لو                           | شبکه ۱                                                                       |
| ۱۳۷۲      | لبخند زندگی                | بازیگر       | محمد دستگردی                        | شبکه ۱                                                                       |
| ۱۳۷۲      | سنگ و شیشه                 | بازیگر       | جمشید حیدری                         | شبکه ۲                                                                       |
| ۱۳۷۲      | ضرب‌المثل‌ها                 | بازیگر       | شاپور قریب                          | برنامه کودک و نوجوان شبکه ۲                                                  |
| ۱۳۷۱      | دردسر                      | بازیگر       | مجید ماهی چی                        | شبکه ۲                                                                       |
| ۱۳۷۰–۱۳۷۱ | زندگی                      | بازیگر       | حسین مروی                           | شبکه ۲                                                                       |
| ۱۳۷۰–۱۳۷۱ | روزی روزگاری               | بازیگر       | امرالله احمدجو                      | در نقش «بازرگان»                                                             |
| ۱۳۷۰      | ماجرا                      | بازیگر       | سیاوش دولت‌سرایی                     |                                                                              |
| ۱۳۷۰      | جستجو                      | بازیگر       | خسرو ملکان                          | از برنامه کودک و نوجوان شبکه ۱ پخش می‌شد.                                     |
| ۱۳۶۹–۱۳۷۰ | آذرستان                    | بازیگر       | امیرهوشنگ دانایی                    |                                                                              |
| ۱۳۶۹      | همراهان                    | بازیگر       | ؟                                   |                                                                              |
| ۱۳۶۹      | پادشاه بیمار و مرد نیکوکار | بازیگر       | ثریا قاسمی                          | بخشی از مجموعهٔ نمایشی «افسانه ملل» که از برنامه کودک و نوجوان شبکه ۱ پخش شد. |
| ۱۳۶۶–۱۳۶۸ | با سلسله حکمت              | بازیگر       | اکبر خواجویی سیروس مقدم مرتضی جعفری | شبکه ۱                                                                       |
| ۱۳۶۶      | درخت دوستی                 | بازیگر       | علی شوقیان سعید خاکسار              |                                                                              |
| ۱۳۶۵–۱۳۶۶ | گرگ‌ها                      | بازیگر       | داود میرباقری                       |                                                                              |
| ۱۳۶۲      | طبل توخالی                 | بازیگر       | احمد نجیب‌زاده                       | در دهه فجر ۱۳۶۲ از شبکه ۱ پخش شد.                                            |
| ۱۳۶۱      | اشک تمساح                  | بازیگر       | احمد نجیب‌زاده                       | شبکه ۱                                                                       |
| ۱۳۵۹      | شاه‌دزد                     | بازیگر       | احمد نجیب‌زاده                       | در بهمن ۱۳۵۹ از شبکه ۱ پخش شد.                                               |
| ۱۳۵۶      | ایتالیا ایتالیا            | بازیگر       | نوذر آزادی                          |                                                                              |
| ۱۳۵۲–۱۳۵۳ | کیمیاگر                    | بازیگر       | علی‌اصغر سنجری                       |                                                                              |
| ۱۳۵۲      | زیر بازارچه (مدعی العموم)  | بازیگر       | محسن هرندی                          | کارگردان تلویزیونی: «امیر آقامیری»                                           |
| ۱۳۴۹      | داش پالکی                  | بازیگر       | سهراب اخوان                         | در نقش «داروغه»                                                              |

## جشنواره‌ها
- سیزدهمین جشنواره فیلم فجر: نامزد دریافت سیمرغ بلورین بهترین بازیگر نقش دوم مرد برای فیلم روز شیطان